# Moldaves
Ne doit pas être confondu avec Moraves.
Les Moldaves (en roumain : moldoveni) sont, en droit international (qui est un droit du sol selon lequel une personne a la nationalité inscrite sur son passeport, sans que ses origines ethniques entrent en ligne de compte), les citoyens de la république de Moldavie, quelles que soient leurs langues, traditions, croyances et origines.
Selon les définitions ethnographiques (qui se réfèrent au droit du sang) prises en compte par les recensements roumains, moldaves et ukrainiens les Moldaves sont la partie de la population roumanophone vivant ou étant originaire de la région historique de Moldavie, habitant principalement en Roumanie (dans la région roumaine de Moldavie), en république de Moldavie (où ils constituent le principal groupe linguistique), ainsi qu'en Ukraine et en Russie (en tant que minorités).

## Caractéristiques des populations concernées
Dans le sens ethnologique du terme, les « Moldaves » sont roumanophones, traditionnellement et majoritairement chrétiens orthodoxes, et ils ont des origines, une culture et une histoire commune avec les autres roumanophones, plus spécialement avec ceux de la région roumaine de Moldavie. La langue populaire des Moldaves est le parler moldave des linguistes (graiul moldovenesc), qui est l'un des parlers régionaux de la langue roumaine, usité en Moldavie tant roumaine qu'indépendante ou ukrainienne. Ce parler moldave populaire ne doit pas être confondu avec la « langue moldave » (limba moldovenească) qui, selon l'article 13 de sa constitution, est l'un des deux noms de la langue officielle et savante de la république de Moldavie, dont il est la dénomination politique : l'autre nom est, selon la déclaration d'indépendance de 1991 et l'arrêt no 36 de la Cour constitutionnelle du 5 décembre 2013, celui de langue roumaine (limba românească).
Au XXIe siècle, 56 % des Moldaves (4 734 000 personnes) vivent sur 46 % du territoire de l'ancienne Moldavie (en Roumanie) et 44 % (3 660 500 personnes) vivent sur 54 % du territoire de l'ancienne Moldavie (3 288 500 personnes en république de Moldavie, soit 36 % de l'ancienne principauté, et 372 000 personnes en Ukraine, soit 18 % de l'ancienne principauté).

## Sémantique
Jusqu'au traité de Bucarest qui a partagé la Moldavie en deux en 1812, le mot « Moldaves » (Moldoveni) désignait les habitants et les ressortissants de l'ancienne principauté de Moldavie, qui s'auto-désignaient entre eux comme « Roumains » (Români, Rumâni) depuis au moins le XVe siècle.
Après le Traité de Bucarest (1812), depuis que la frontière de l'Empire russe coupe la Moldavie historique en deux, l'utilisation du mot « Moldaves » évolue et se complique :
- dans la moitié orientale de la Moldavie historique, désormais russe sous le nom de « Bessarabie », le mot Mолдавянинъ (Moldavianiny) désigne la population autochtone romanophone par opposition d'une part aux colons d'autres origines (qui ont un statut plus avantageux) et aussi, après l'union en 1859 des principautés danubiennes de Moldavie et Valachie, par rapport aux habitants et ressortissants de ces États, dès lors dénommés Pумынь soit « Roumains » ;
- en Moldavie occidentale restée autonome, moldoveni (« moldaves ») désigne les « Roumains de la Moldavie », tandis que ceux de la Bessarabie (les Mолдавянинь - Moldavianiny) sont dénommés Basarabeni (« Bessarabiens ») ;
- en roumain cyrillique, « moldaves » s'écrit Молдовень (par exemple en Transnistrie) ;
- en URSS, Mолдавянинь - Moldavianiny est remplacé en 1924 par Mолдаване - Moldavane dont l'emploi traduit la nouvelle définition soviétique, différente de la définition impériale russe, puisqu'elle implique que les « Moldaves » forment « un peuple et une langue aussi différents des Roumains que le sont les Français des Italiens »[21].

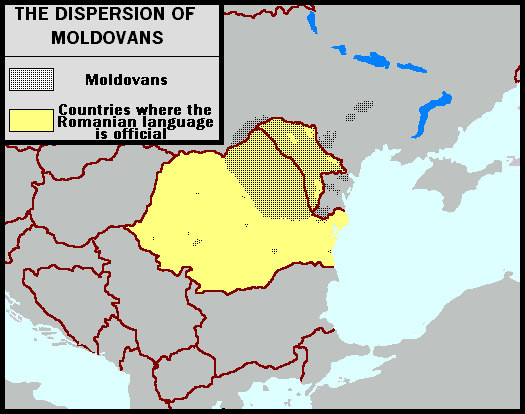
Gris : aire de distribution des Moldaves ; jaune : États dont la langue officielle est le daco-roumain (appelé roumain en Roumanie et aussi moldave en Moldavie).

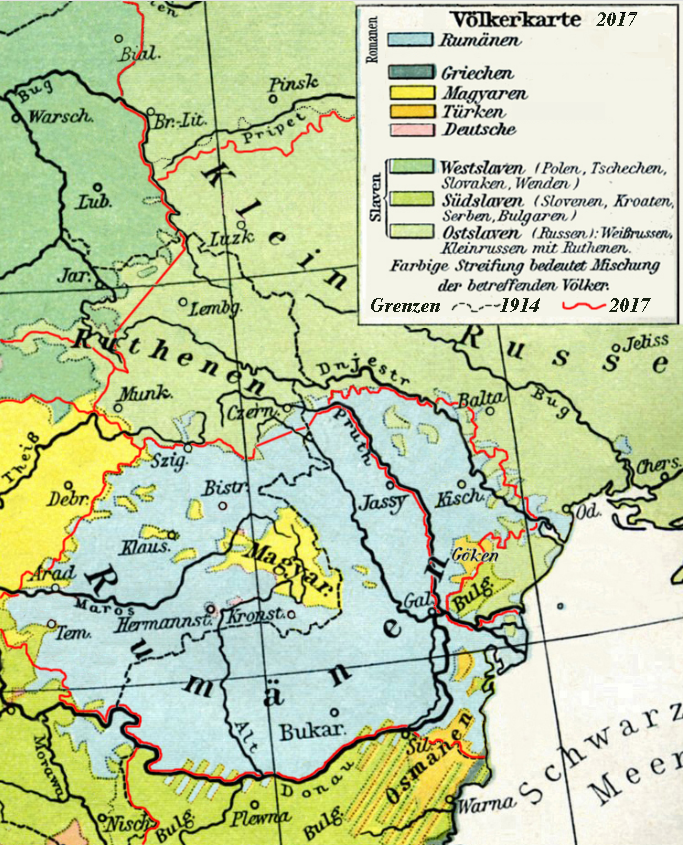
Carte de 1900 montrant l'aire de répartition de la langue (daco-)roumaine en bleu (en rouge les frontières en 2025).

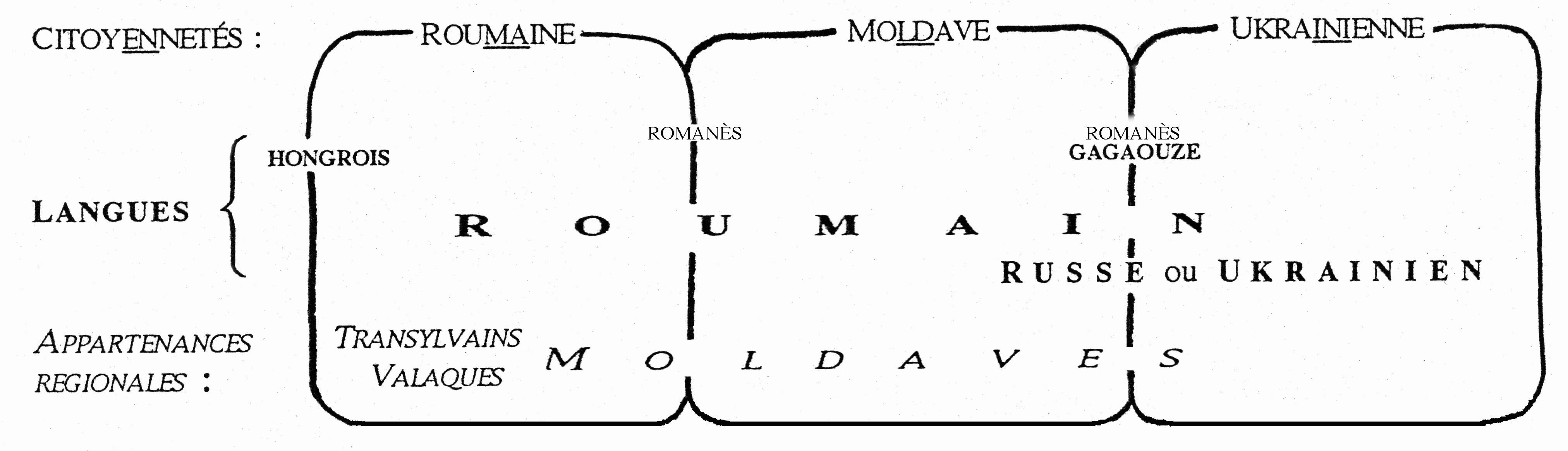
Relations entre citoyenneté, langue et appartenance géo-historique dans l'espace roumanophone.

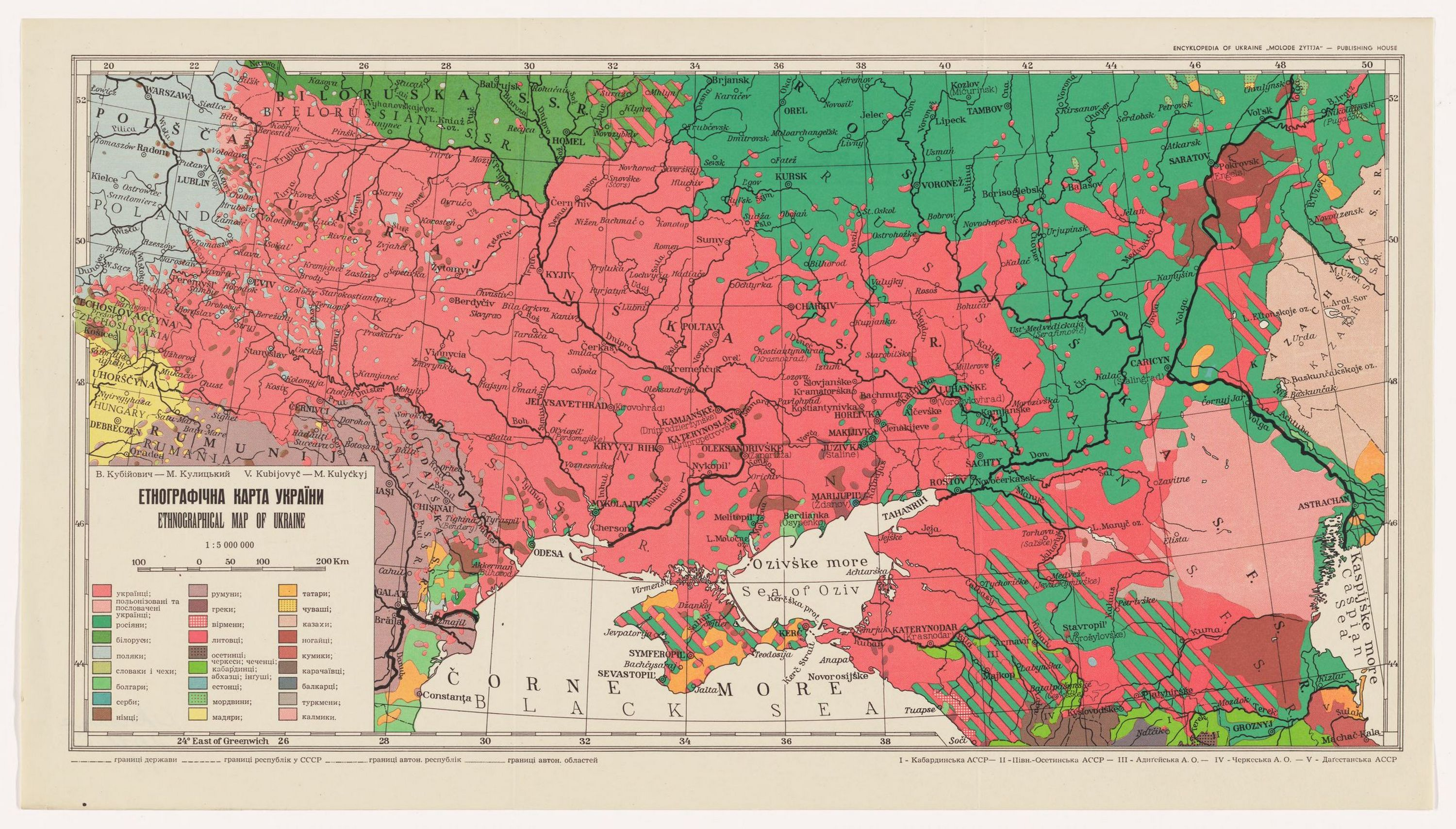
Carte soviétique de 1946 de la « nationalité » ukrainienne (en rouge) et roumaine (en violet) incluant les Moldaves.

Après le 7 mars 1924 (fondation en Ukraine soviétique de la république autonome moldave) la polysémie se complexifie encore plus : certains responsables bolcheviks comme Grigori Kotovski soutiennent qu'elle doit propager le communisme en Roumanie voisine, donc l'identité de sa population roumanophone devait être reconnue comme roumaine : jusqu'en 1938, les écoles enseignèrent en roumain écrit en caractères latins, l'accent étant mis sur l'idéologie communiste, et la Roumanie voisine étant présentée comme une « mère-patrie gémissant sous le joug de la monarchie, des bourgeois et des aristocrates ». Mais Gueorgui Tchitcherine, commissaire du peuple aux Affaires étrangères, estimait que cette politique « risquait de favoriser le chauvinisme roumain » et qu'il fallait l'abandonner pour définir les Moldaves comme « une ethnie différente des Roumains, de langue romane différente, issue du mélange des Volokhs avec les Oulitches et les Tiverzes » et pour affirmer que ces Moldaves « mi-slaves, mi-romans, vivent principalement en République socialiste soviétique autonome moldave, où ils sont libres, et en Bessarabie, sous le joug roumain, où ils attendent leur libération de l'URSS » de manière à justifier les revendications territoriales soviétiques sur la Bessarabie. Tchitchérine, contrairement à Kotovski, soutenait en effet la position de Staline : celle de la « construction du socialisme d'abord dans un seul pays » : l'URSS. Kotovski étant mort entre-temps, la « ligne Tchitcherine » finit par être adoptée le 28 février 1938. Un « alphabet moldave » écrit en caractères cyrilliques russes fut adopté, et toute mention de la Roumanie autrement que comme une « puissance impérialiste occupant indûment un territoire soviétique » (la Bessarabie) fut dès lors assimilée à une trahison (punissable de la peine de mort).
C'est dans ce contexte qu'apparut en russe le néologisme soviétique молдаване (moldavane) dont le sens ethnique et politique définit ainsi l'identité des Moldaves : « leur longue cohabitation avec les autres peuples devenus soviétiques en fait un peuple différent des Roumains même s'ils partagent les mêmes ancêtres Volokhs ». Ce second sens, qui fait des Moldaves une ethnie romane orientale aussi distincte des Roumains que le sont les Italiens ou les Espagnols, n'est d'ailleurs pas figé : concerne-t-il seulement les Moldaves de l'ex-URSS (et eux seuls), ou bien l'ensemble des Moldaves (tous, en Roumanie comme dans l'ex-URSS) ?
Dans la déclaration d'indépendance de la République de Moldavie en 1991, les nouvelles autorités abolissent explicitement la définition ethnique (russe et soviétique) du mot « Moldaves », revenant à la définition géo-historique d'avant 1812, et utilisant les mots « Roumains » et « Roumain » pour désigner les autochtones romanophones du nouvel État et leur langue. Mais, confrontées à la levée de boucliers des colons soviétiques (un tiers de la population qui s'organise en un mouvement pro-russe Interfront), aux coupures d'électricité et de gaz (en provenance de Russie) et militairement vaincues par la 14e armée russe du général Alexandre Lebed (lors de la guerre du Dniestr de 1992) les autorités moldaves cèdent et revoient la Constitution. Par son article 13, elles acceptent à nouveau la définition ethnique russo-soviétique des mots « Moldaves » et « Moldave » pour les autochtones et leur langue.
Selon cet article 13 jusqu'à ce qu'il soit modifié en mars 2023, ceux-ci pouvaient se définir, lors des recensements, soit comme « Moldaves », soit comme « Roumains » (alors qu'en Moldavie roumaine, ils peuvent être les deux à la fois, « Moldaves » désignant leur appartenance géographique à la région de Moldavie, et « Roumains » leur appartenance ethnique à l'ensemble roumanophone). S'ils se désignaient comme « Moldaves », les autochtones de la république de Moldavie étaient considérés comme des « citoyens titulaires » (cetățeni titulari) mais perdaient le droit de se référer librement à la culture et l'histoire des Roumains par-delà les frontières, comme ont toujours pu le faire leurs concitoyens russes ou ukrainiens en lien avec la Russie ou avec l'Ukraine. En revanche, s'ils se désignaient comme « Roumains », les autochtones pouvaient se référer librement à la culture et l'histoire des Roumains par-delà les frontières mais perdaient le statut de « citoyens titulaires » et étaient considérés comme « minorité nationale » dans leur propre pays.
Le Parti action et solidarité, au pouvoir en république de Moldavie depuis les élections législatives moldaves de 2021 a décidé, depuis l'invasion de l'Ukraine par la Russie, d'entamer une procédure d'adhésion de la Moldavie à l'Union européenne et d'aligner la législation moldave sur le « droit du sol », pour que tous les citoyens du pays soient également des « Moldaves » quelles que soient leurs langues, et que cessent les tensions politiques générées par la double-appellation de la langue majoritaire, conforme au « droit du sang ». Le 2 mars 2023, le parlement moldave a modifié l'article 13 de la Constitution, en remplaçant le nom « moldave » par « roumain » sur proposition de l'Académie des sciences de Moldavie, selon le modèle belge ou suisse où tous les citoyens du pays sont également des « Belges » ou des « Suisses » quelles que soient leurs langues. Depuis, les citoyens de la Moldavie sont désormais tous des Moldaves, avec le roumain comme langue usuelle de 78 % d'entre eux, à côté du russe, de l'ukrainien, du gagaouze et du bulgare. L'opposition pro-russe soit le bloc électoral des communistes et socialistes et le parti Șor, a voté contre,.

## Utilisation du nom
De ce fait, en république de Moldavie, une controverse chronique oppose les deux sens politiques du mot « Moldaves » :
- l'un, dit « roumaniste », est utilisé par la Cour constitutionnelle[31], les milieux enseignants et universitaires ainsi que les ethnologues et les cercles pro-occidentaux, pro-européens et pro-roumains de Moldavie : il affirme que les « Moldaves » sont les Roumains vivant dans, ou  originaires de la région historique de Moldavie dans son entier ;
- l'autre, dit « moldaviste », adopté dans l'article 13 de la constitution de la Moldavie[18], est utilisé en Communauté des États indépendants (CEI) et par les cercles pro-russes de Moldavie : il affirme que les « Moldaves » sont seulement l'ethnie majoritaire de la république de Moldavie considérée comme « différente des Roumains »[32].

La définition moldaviste :
- exclut du mot « moldave » les Moldaves de Roumanie qui représentent pourtant plus de la moitié des « Moldaves » en tant qu'autochtones du territoire de l'ancienne principauté[33], puisque, selon ce point de vue, on ne peut pas être simultanément moldave et roumain. Seuls les Moldaves de Roumanie peuvent être simultanément « moldaves et roumains » (comme on peut être champenois et français)[34];
- amalgame les notions d'« ethnie » (telle qu'elle était définie en URSS) et de citoyenneté et donne au mot « moldave » deux sens statistiques divergents : uniquement un roumanophone dans les anciens États soviétiques, mais tout citoyen de la Moldavie y compris de langue russe, ukrainienne, bulgare ou autre dans la diaspora.

En raison de ces confusions, le mot français « moldave » est utilisé en droit et en histoire-géographie de manière divergente et contradictoire, avec des sens différents selon le contexte et l'auteur :
1. en droit international, ce nom désigne les citoyens de la république de Moldavie, quelles que soient leurs origines et langues, et eux seuls ;
2. en droit des États issus de l'ex-URSS (dont la république de Moldavie elle-même jusqu'au 2 mars 2023), ainsi que dans les sources slavistiques et soviétologiques, ce nom désigne les roumanophones citoyens de ces États, et eux seuls, considérés comme une ethnie[35] ;
3. en histoire et géographie, ainsi que dans les sources romanistiques ou balkanologiques, ce nom désigne les régions, les productions et les populations autochtones de l'ancienne Principauté de Moldavie, région historique aujourd'hui partagée entre trois États modernes : Moldavie, Roumanie et Ukraine : dans ce sens historico-géographique, les populations moldaves ne sont pas une ethnie mais font partie d'un groupe linguistique et culturel plus étendu : les roumanophones.

Pour échapper à cette polysémie induite par la géopolitique, d'autres langues rendent le français « moldave » par deux mots différents :
- l'un, ancien, garde son sens initial, géographique et historique comme le roumain moldoveni, l'ancien russe Молдавянинь (Moldavianiny), l'allemand Moldauer ou l'anglais Moldavian ;
- l'autre plus récent, traduit du russe moderne Молдаване (Moldavane) par l'allemand Moldawier ou l'anglais Moldovan, a le sens ethnique et politique voulu par les pro-russes[22], selon lequel l'identité propre et spécifique des Moldaves est une « construction imaginaire »[36] basée sur « des traits historiques propres qui la distinguent de ses voisins même s'ils parlent plus ou moins la même langue et même si leurs origines sont communes »[37].